# アサマフウロ
アサマフウロ（浅間風露、学名: Geranium soboliferum var. hakusanense）は、フウロソウ科フウロソウ属の多年草。基本変種は、朝鮮半島、中国大陸東北部、ロシア沿海地方に分布するホソバアサマフウロ Geranium soboliferum Kom. (1901) var. soboliferumで、その変種となる。広義では、Geranium soboliferum Kom. (1901) とすることがある。

## 特徴
根茎は短く、肥厚して太い根を多数だす。茎は地面に伏すかやや直立し、高さ60-80cmになる。根出葉は花期には生存しないか、あっても少ない。茎や葉柄に下向きの伏毛が生える。茎葉は対生し、葉柄は下部で長さ15cmとなるが、上部では無柄となる。葉身は円形から腎形で、幅7-10cm、ほとんど基部まで掌状に5深裂し、裂片は菱形でさらに2-3回細かく切れ込み、先端はとがる。葉の表面、縁、裏面の葉脈上に細かい伏毛が生える。托葉はやや草質で褐色、三角形で長さ8mmになり、2個が基部で合生する。
花期は8-9月。花は濃紅紫色で径3-4cm、茎先または枝先に2個ずつつき、花序柄と花柄に下向きの伏毛が密生する。つぼみは下垂する。萼片は5個あり、花弁よりやや短く長さ約1cm、縦に5-7脈があり、先端は長さ1-2mmの芒状にとがり、外面の脈上に伏毛が生える。花弁は5個あり、濃色の縦脈が目立ち、花弁下部の脈上に白毛が生え、花弁基部の縁には白毛が密生する。雄蕊は10個あり、基部に白い毛が生え、葯は青紫色になる。雌蕊は1個で長さ1cm、心皮は5個、花柱分枝は5個で長さ6mm。果実は5個の分果となり、分果は長さ3cm、成熟すると嘴の上端を中軸につけたまま分果の基部から離れて巻き上がり、フウロソウ属の独特な裂開した分果となる。嘴部分を含めた全体に伏毛が生える。果柄は直立する。染色体数は2n=28。
日本産のフウロソウ属の中で、花はもっとも大輪で鮮やかである。

## 分布と生育環境
日本の本州（福島県・栃木県・群馬県・長野県・静岡県）に分布し、高原の湿った草地に生育する。基本変種のホソバアサマフウロ var. soboliferum は、朝鮮半島、中国大陸東北部、ロシア沿海地方に分布する。基本変種と本変種を区別しない見解もある。

## 名前の由来
和名アサマフウロは、「浅間風露」の意で、長野県浅間山麓に多く見られることによる。
種小名（種形容語）soboliferum は、「根本から勢いのよい徒長枝を出す」の意味。しかし、原寛 (1948) は、「葉を着けた長い匐枝を出す點が特徴とされ又圖解されて居るが，この様なものは Komarov 自身の採品にも又他の標本にも見當らない」といい、平凡社刊の『改訂新版 日本の野生植物 3』で、門田裕一 (2016) は、この種小名（種形容語）は、「この種が地下匐枝をもつことを示すが，アジア大陸産の基本変種を含めて，実際はそのような性質は認められていない」としている。
変種名 hakusanense は、「石川県白山の」の意味であるが、石川県白山に分布しないのに hakusanense が使用されている理由については後で述べる。

## 種の保全状況評価
- 準絶滅危惧（NT）（環境省レッドリスト）

 
2000年版レッドデータブックまでは、絶滅危惧IB類。
都道府県のレッドデータ、レッドリストの選定状況は次の通り。福島県-絶滅危惧IA類(CR)、栃木県-絶滅危惧II類(Bランク)、群馬県-絶滅危惧IB類(EN)、東京都-準絶滅IB類(EN)、山梨県-絶滅危惧II類(VU)、長野県-準絶滅危惧(NT)、静岡県-絶滅危惧II類(VU)。

## 種内分類
ツクシフウロ（筑紫風露）Geranium soboliferum Kom. var. kiusianum (Koidz.) H.Hara (1948)は、ホソバアサマフウロを基本変種とする変種。花は径3cmほどになる。アサマフウロと比べ、葉の裏面葉脈だけでなく、裏面全体に伏毛が生える。九州の熊本県阿蘇山塊と大分県九重山塊にのみ分布し、湿った草地に生育する。国の絶滅危惧II類(VU)に選定されている。

## ギャラリー

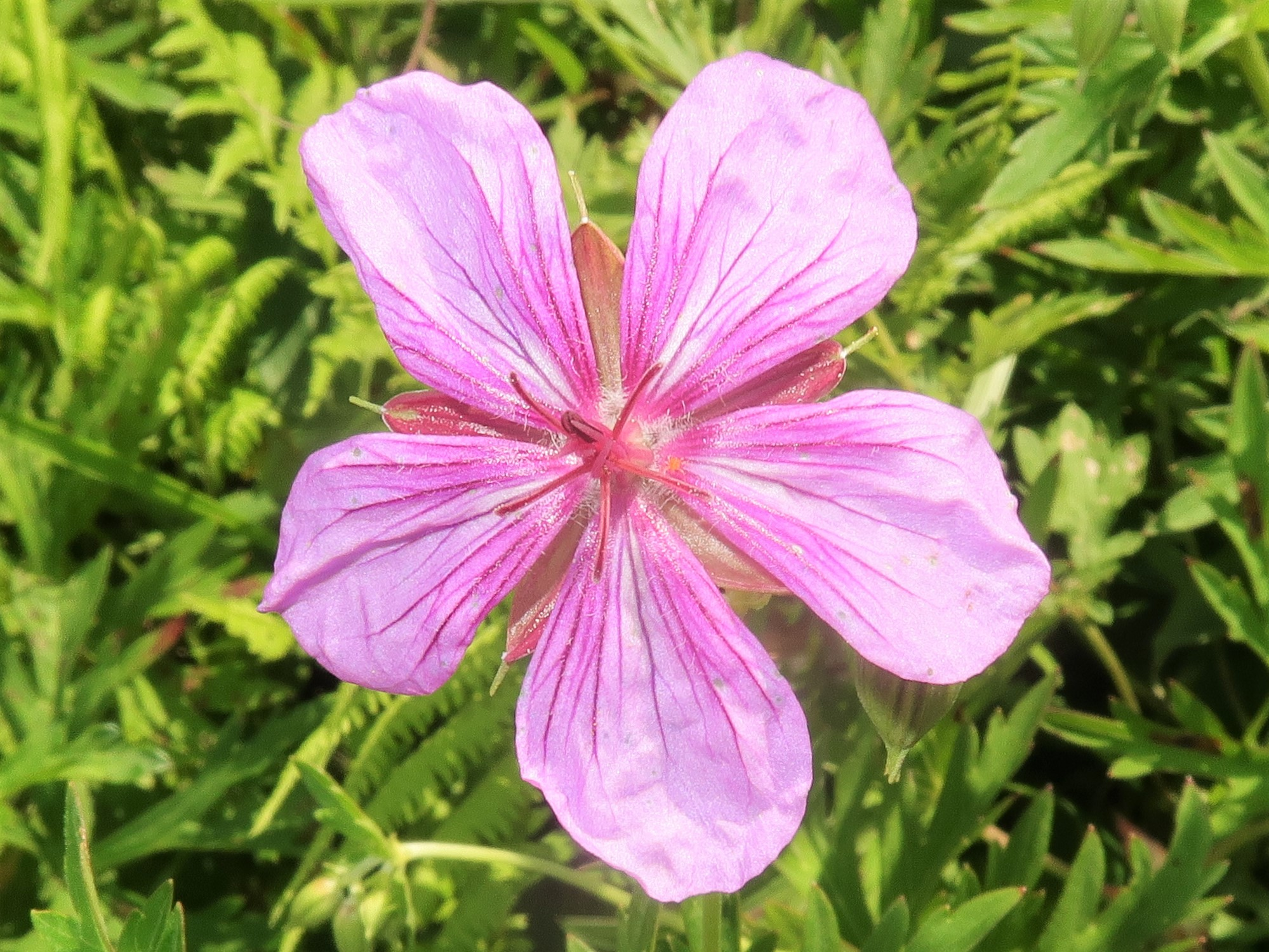
花弁は濃色の縦脈が目立ち、花弁基部の縁には白毛が密生する。
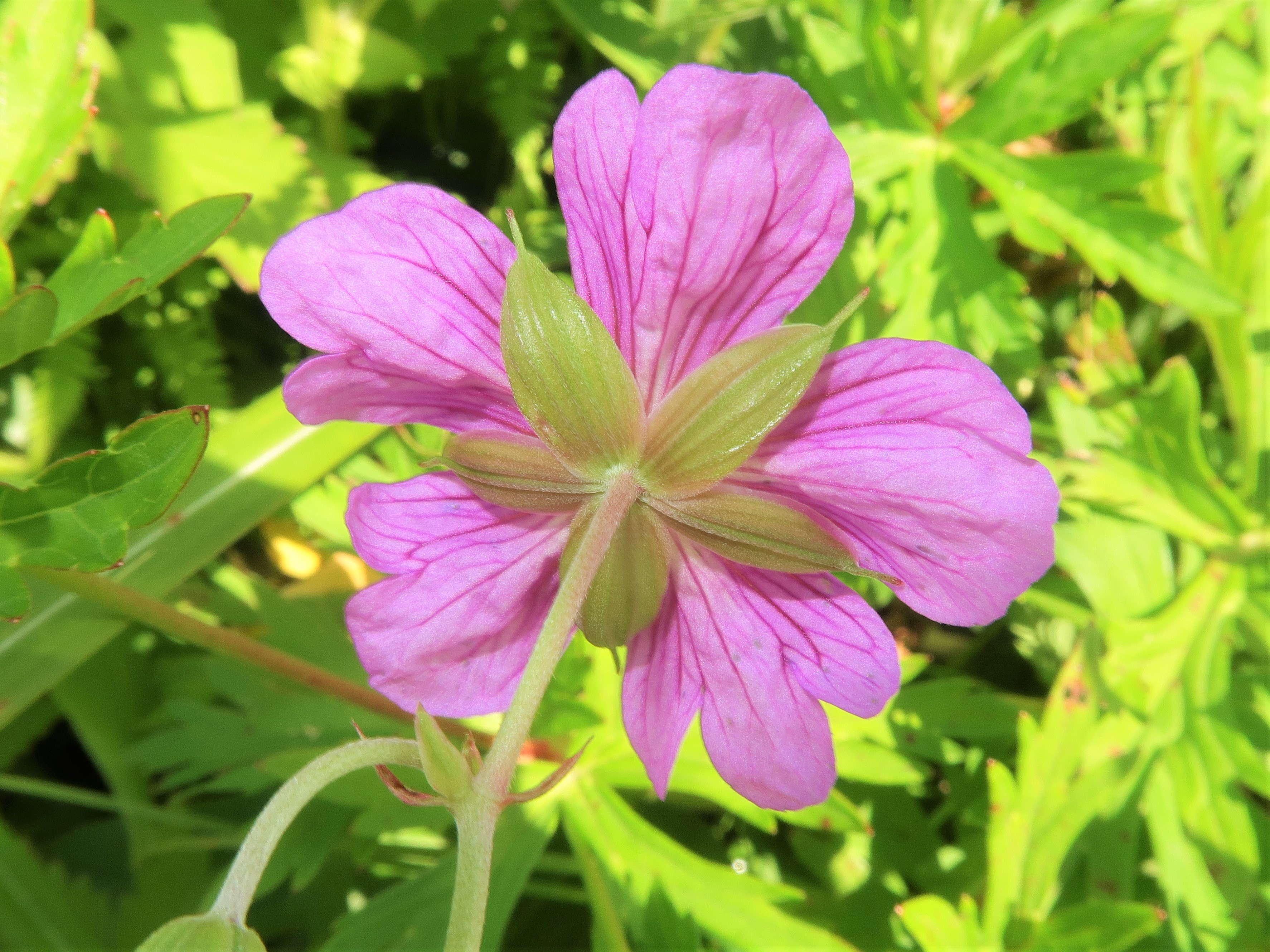
花の裏面。花序柄と花柄に下向きの伏毛が密生する。萼片は花弁よりやや短く、縦に5-7脈があり、先端は芒状にとがり、外面の脈上に伏毛が生える。
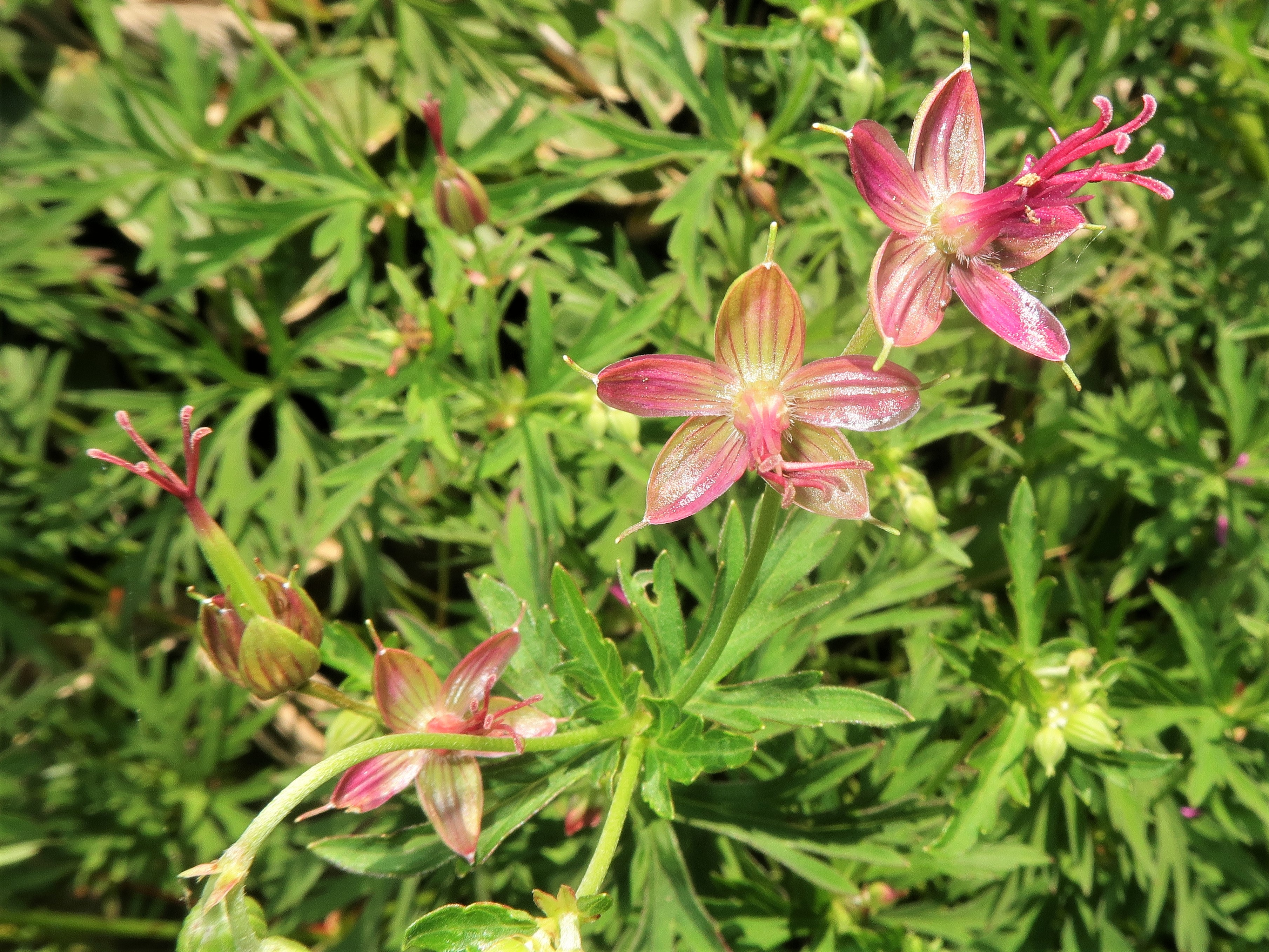
雄蕊の基部に白い毛が生える。雌蕊は1個で心皮は5個、花柱分枝は5個となる。左端に未成熟の果体が見える。
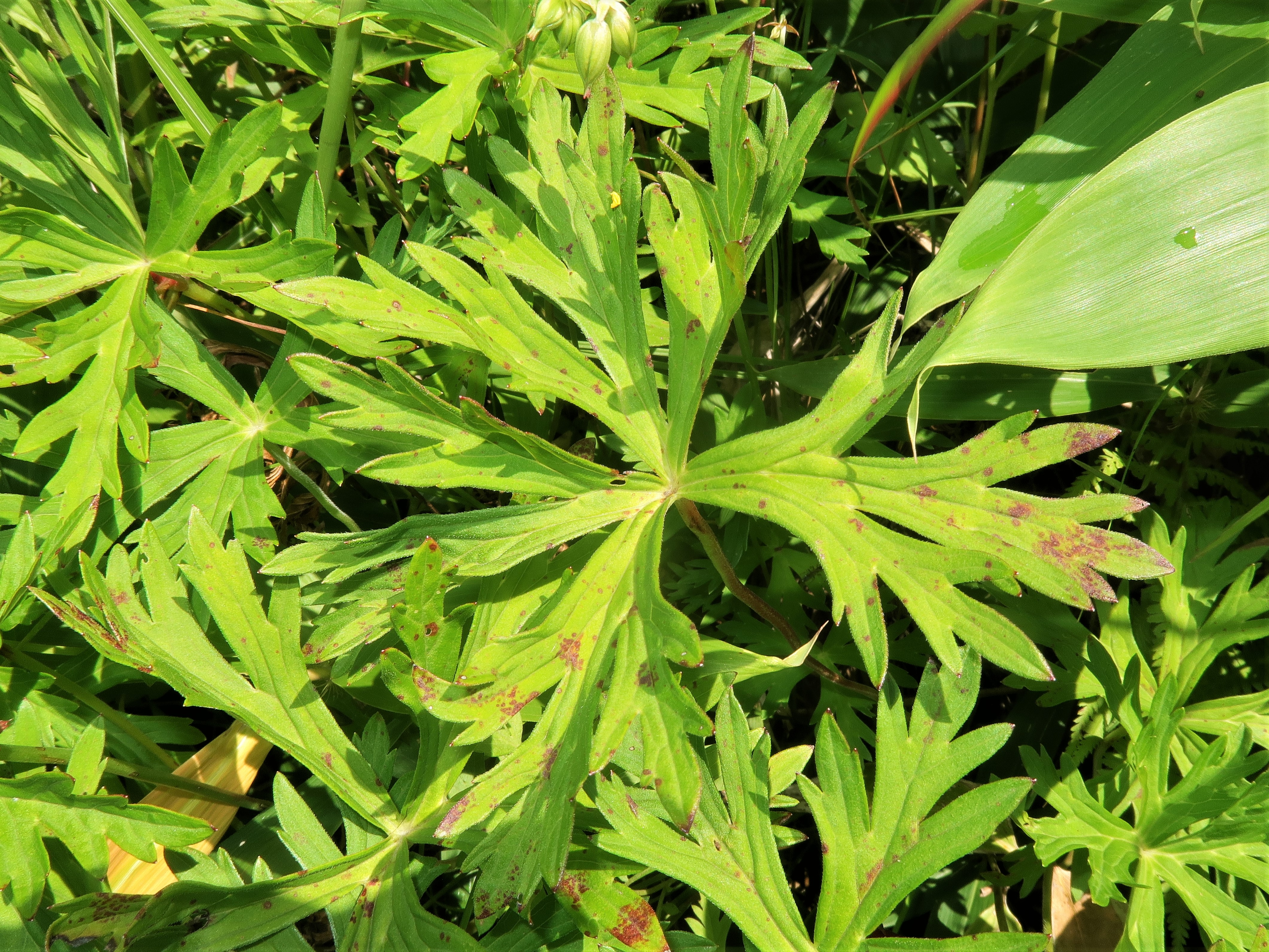
葉身は円形から腎形で、ほとんど基部まで掌状に5深裂し、裂片は菱形でさらに2-3回細かく切れ込む。

## 名前の混乱
松村任三 (1901) は、大渡忠太郎が長野県浅間山麓とその近くの御代田において1894年8月に採集した標本にもとづき、Geranium hakusanense Matsum. を新種記載し発表した。松村が、浅間山で採集された植物であるにもかかわらず、種小名に hakusanense 「白山の」をつけたのには理由がある。1856年（安政3年）に出版された飯沼慾斎の『草木図説』前編20巻中第12巻に「ハクサンフウロ」があり、山崎敬 (1993) によると、松村は、この浅間山麓産のフウロソウは、飯沼慾斎が『草木図説』に記載した「ハクサンフウロ」と同じものだと思ったという。松村はこの新種記載文において、この新種に和名「ハクサンフウロ」という特別な名前はつけなかったが、学名の意味は「白山のフウロソウ」である。
牧野富太郎 (1912) は、飯沼慾斎の『草木図説』の改訂版を刊行するにあたり、「ハクサンフウロ」の学名に G. hakusanense Matsum. を使用しているが、その後牧野は、G. hakusanense は、G. yesoense の一種ではないかと考えるようになったという。牧野 (1940) は、牧野日本植物圖鑑を刊行するにあたって、G. hakusanense Matsum. を、G. yesoense Franch. et Sav. の変種とし、G. yesoense Franch. et Sav. var. hakusanense (Matsum.) Makino に組み合わせを行い、和名を「ハクサンフウロ」と記述した。同図鑑では、現在のハクサンフウロ G. yesoense Franch. et Sav. var. nipponicum Nakai の和名をアカヌマフウロと記述した。牧野図鑑における、ハクサンフウロとアサマフウロの和名の混乱は、1989年刊行の『改訂増補 牧野新日本植物圖鑑』の記述まで続いた。なお、『改訂増補 牧野新日本植物圖鑑』において、アカヌマフウロと「ハクサンフウロ」は同じものだとして、G. yesoense Franch. et Sav. var. nipponicum Nakai のシノニムにG. hakusanense Matsum. を挙げていることに対し、山崎敬 (1993) は、「原寛氏の研究や，同氏による G. hakusanense の異名としての扱い方など全く無視した乱暴な処置である」と批判している。なお、現在のハクサンフウロを G. yesoense var. nipponicum として記載した中井猛之進 (1912) は、そのハクサンフウロは、飯沼慾斎が『草木図説』第12巻に記載したハクサンフウロと同じものである旨の記述をしているし、山崎敬 (1993) も同様の指摘をしている。
現在、標準とされている学名は、北川政夫 (1979) によるもので、1901年にロシアの植物学者ウラジーミル・レオンテヴィッチ・コマロフ が記載した G. soboliferum Kom. を基本種とし、松村による G. hakusanense Matsum. を変種名に組み替えた G. soboliferum Kom. var. hakusanense (Matsum.) Kitag. になっている。併せて、『改訂増補 牧野新日本植物圖鑑』の改訂版である2008年刊行の『新牧野日本植物圖鑑』では、本種の和名をアサマフウロとし、「旧版では本種の和名をハクサンフウロとしていたが，本種は石川県の白山には産しない」と加えている。